# Grad Gradac
Grad Gradac stoji na tromeji občin Črnomelj, Semič in Metlika ob okljuku reke Lahinje v središču vasi Gradac. Gradaški grad je zgodovinsko pomemben, skoraj v celoti ohranjen in zato tudi na spletni strani občine Metlika omenjen kot turistična točka oziroma kulturno-zgodovinski spomenik .

## Dostop do gradu
Viden je z mostu čez reko Lahinjo na glavni cesti Metlika-Črnomelj. Pot, ki pelje do gradu, se z glavne ceste odcepi pri trgovini. Do gradu se pride čez lesen mostiček preko obrambnega jarka.

## Grajske zgradbe
Grad se sestoji iz stavb »visoki grad« in gospodarske stavbe iz 19. stoletja, »nizki grad«, nekdanje šole, hleva in grajskega parka z vrtom in grobnico bivšega lastnika Ivana Gusiča. Ostanki pogorelega hleva so še vidni na dvorišču gradu. Nekoč je tudi mali leseni mostiček povezoval grajske njive in železarno z gradom.

## Grajski park
Grad je imel čudovit park z urejenim drevoredom in vrtom. Na žalost je drevored smrek in platan posekan po osamosvojitvi Slovenije, le korenine še spominjajo nanj. Vseeno pa strokovnjaki uvrščajo grajski park med najbolj zanimive in lepe parke Slovenije . Grajski park spada v vrtno arhitekturno dediščino in je zato posebej omenjen v regionalnem razvojnem programu jugovzhodne Slovenije 2007-2013. Park je bil zasnovan v 17. stoletju, ko je bila lastnik gradu rodbina Gusič , čeprav natančnih podatkov ni. Park, njegovo zgodovino, današnje stanje ter možnosti za prihodnost je podrobno opisal Mitja Simič .

## Zgodovina
Grad Gradac je prvič omenjen v 13. stoletju kot »Graecz«, verjetno po imenu lastnika Herbort von Graecz. Kasnejši lastniki so bili Jurij Lell, grofi Thurn-Valsassina, Purgstallovi in za njimi v obdobju od leta 1661 do 1846 (185 let) baroni Gusiči. Grad je bil v svoji zgodovini večkrat prezidan. V začetku je bil verjetno utrdba proti Turkom z obrambnim jarkom. Leta 1640 je bil od potresa napol porušen.
V Valvasorjevi knjigi je grad omenjen kot »Gradez« (Gradec). In tako, pravzaprav z značilnim polglasnim –e, vaščani še danes izgovarjajo ime svojega kraja. Po vsej verjetnosti je prav dolgoletni vpliv hrvaških baronov Gusičev pripomogel k temu, da se je končnica –ec, ki je sicer tako značilna in pogosta pri poimenovanju slovenskih krajev (nekajkrat tudi z Gradec), postopoma spremenila v končnico –ac, ki je prav tako značilna in pogosta pri poimenovanju krajev na drugi strani Kolpe oziroma domala na celotnem območju bivše skupne države s kar pogostimi primeri poimenovanj tudi kot Gradac.
Odtlej so se zvrstili še vitez Friedau, rodbina Ottenfels-Gschwind in nazadnje veletrgovec Šutej iz Zagreba.
Leta 1999 je grad postal last države.Lastniki gradu so podrobno opisani v knjigi Majde Smole , ali pa v knjigi Mitje Simiča. Zelo berljivo je opisana zgodovina tudi v seminarski nalogi Braneta Jurejevčiča .

### Urbar v slovenskem jeziku
Žal izginuli pisani priročni urbar belokranjskega gospostva Gradac poznamo kot edini v slovenščini napisan primer urbarja. Zato je takorekoč izjemen in edini primer kontinuirano vodenega registra podložniških obveznosti v slovenskem jeziku. Po navadi  so bili urbarji napisani v latinščini ali pa na slovenskemu ozemlju v nemščini.

## Obnova gradu
Čeprav je v zadnjih letih postopoma raslo zanimanje za obnovo gradu, se ni skoraj nič spremenilo, razen tega, da je občina, ki je bila takrat še lastinik gradu, pred nekaj leti prekrila streho visokega gradu. V osemdesetih letih so bili sicer zainteresirani italijani in po osamosvojitvi Slovenije irci, vendar se nazadnje niso odločili za investicije . Po podatkih časopisa Delo naj bi ponujali irski interesenti do 8 miljonov nemški mark (približno 4 miljonov evrov).
Javna diskusija o prihodnosti gradu je ponovno zaživela leta 2006, ko je bil v pripravi tudi regionalni razvojni program, oziroma je potekala predvolilna kampanja za lokalne volitve .
Od takrat naprej poteka le iniciativa vaščanov za obnovo gradu .
Grad naj bi postal jedro belokranjskega turizma. V njem načrtujejo ureditev hotela in možnosti za aktiven dopust, na primer jahanje, tenis, golf, čolnarjenje itd..
Od septembra 2007 po naročilu Ministrstva za kulturo v gradu potekajo raziskave, ki so odkrile poslikane stene z baročno in klasicistično poslikavo v vseh prostorih. Stavbe so v razmeroma dobrem stanju, z izjemo nekaj stropov v tretjem nadstropju »visokega gradu« .
V začetku leta 2008 naj bi se začelo projektiranje obnove gradu, kot je napovedala metliška županja Renata Brunskole po pogovorih z Ministrstvom za kulturo .
Na sestanku marca 2008 v Gradcu pa je predstavnik Ministrstva za kulturo gospod dr. Damjan Prelovšek obvestil javnost o odložitvi projekta obnove gradu. Kot razlog je navedel, da se mora najprej najti investitorja za obnovo gradu in da se v nasprotnem primeru ne more črpati sredstva Evropske uniije .
Čeprav je v več člankih dokazano da trditev ministrstva ne drži, se do zdaj še ni pričela obnova gradu . Glede sofinanciranja projektov obnove gradu Gradac je Predstavništvo Evropske komisije v Sloveniji pojasnilo da obnova projektov vsebinsko sodi v Operativni program "krepitev regionalnih razvojnih potencialov_Ukrep povezovanje naravnih in kulturnih potencialov-mreženje". Država bi morala denar zaprositi do leta 2013. Petinosemdeset odstotkov investicije bi zagotovili strukturni skladi evropske unije, ostali 15% bi morala kriti država. "Za pridobitev sredstev za obnovo gradu iz evropskih skladov ni bistveno, da bi zasebni investitor pred tem vzel grad v zakup. Poleg tega je vračanje sredstev le skrajni ukrep, po katerem poseže, če projekt nima trajnejših učinkov pri spodbujanju gospodarstva in zaposlovanja v regiji ".
Sredi julija leta 2008 je bila celo oddaja o situaciji gradaškega gradu v slovenski javni televiziji (RTV Slovenija) v oddaji Tednik .
Na krajevni praznik 26.7.2008 so v kulturnem domu bila pripravili slovesnost, na kateri so se je spomnili tudi obljub občine in ministrstva in stanja gradu .
Marca leta 2009 je poslanka in bivša metliška županja gospa Renata Brunskole na seji Državnega zbora zastavila ustno vprašanje v zvezi z obnovo gradu ministrci za kulturo Majdi Širci. Ministrica ni imela kaj dosti upanja da bi se obnova gradu začela leta 2009,
Ministrstvo za gospodarstvo je v prvi polovici leta 2009 objavilo razpis za gradaški grad  Arhivirano 2014-08-11 na Wayback Machine. v okviru programa na svoji spletni strani "Vlagajte v slovenski turizem/Invest in Slovene tourism".
V novembru leta 2009 je bilo o stanju obnove speti oddaja na RTV Slovenija v oddaji Tednik .
Stanje gradu sproži pogosto polemike v časopisih in drugih medijah oz. na sestankih. V raznovrstnih člankov se kritizira odgovorno ministrstvo za kulturo oziroma občino Metliko: "Država je slaba lastnica gradu", "odstranili so tudi tablo gradu"  Očitki so da nič ne ukrepajo proti propadanju gradu ali pa da mešajo meglo o tem kaj storijo proti propadanjem . Eden od člankov je bilo odprto pismo predsedniku vlade ki je bilo objavljeno 13. marca 2010 v sobotni prilogi Dela. V njim se predlaga revitalizacija gradu Gradac ki naj bi postal jedro "resnega turizma v Beli krajini". Pismo vsebuje razmeroma obširne predloge za grad in razvoja turizma v pokrajini ter kritiko dosedanje gospodarske politike v pokrajini in predlogov občin . Vse več se tudi pojavijo raznovrstne satirične obravnave o stanju gradu (npr. grad je čez noč obnovljen, "54. Srečanje Slovencev v naši deželi" naj bi bilo v gradu ne pa na letališču v Prilozju, v gradu naj bi uredili Playboyev dvorec.. Je pa tudi kritike na račun Belokranjcev da so nedejavni in ne dovolj glasno podpirajo obnovo gradu.
Konec leta 2011 so si predstavniki ministrstva za kulturo ogledali grad, da bi ga prevzeli v upravljanje. Januarja leta 2012 je minister Boštjan Žekš predlagal neodplačan prenos nepremičnine na metliško občino "ker država ne more obnoviti gradu tako hitro, kot bi bilo potrebno za razvoj metliške občine in celotne regije". Pogoji za prenos so: da bo občina uporabila grad za namen, zaradi katerega se nanjo prenaša grad, da ga ne bo prodala in obremenila najmanj 5 oz. 30 let. Vendar je občina zavrnila ponudbo, zaradi finančnih težav oz. ker nima sredstva za obnovu gradu.
Država RS je leta 2011 postavila grad Gradac na seznam šestih gradov, ki naj bi bili naprodaj. Vlada bi rada iztržila vse skupaj 5 miljonov evrov kar časopis Delo ocenjuje kot nerealistično v primerjavi z mnogo boljše ohranjenih gradov drugod po svetu (Regije Tourain in Provansa v Franciji, Škotska).
Časopis Delo je že v začetku leta 2012 ocenil izjave vlade RS, da bi rada prodala število gradov (med njimi je tudi gradaški grad) kot neresne oz. kot "fiktiven prihodek v proračunu, da že ob njegovem sprejemanju luknja ni bila prevelika". V istem članku piše, da vladi zakon nalaga, da mora pred prodajo poskusiti z oddajo v najem ali oddajo v upravljanje javnim zavodom.